# Edertal
Edertal est une municipalité allemande située dans l'arrondissement de Waldeck-Frankenberg et dans le land de la Hesse. Elle se trouve à 30 km au sud-ouest de Cassel.

## Personnalités liées à la ville
- Christian-Philippe de Waldeck-Pyrmont (1701-1728), prince né à Kleinern.
- Ernestine Louise de Waldeck (1705-1782), comtesse née à Kleinern.
- Friedrich Brühne (1855-1928), homme politique né à Bringhausen.